# Bluetick coonhound
Le Bluetick coonhound est une race de chiens originaire des États-Unis. Non reconnu par la Fédération cynologique internationale (FCI), il est cependant fréquemment élevé dans le sud des États-Unis et dispose d'un standard parmi les clubs canins suivants : l'American Kennel Club (AKC), l'Australian National Kennel Council (ANKC), le New Zealand Kennel Club (NZKC) et l'United Kennel Club (UKC).

## Description
Développé à partir du grand bleu de Gascogne, le bluetick coonhound est un grand chien courant à la robe blanche tachetée ou mouchetée de noir, lui donnant une apparence de couleur bleue.
C'est un chien courant utilisé pour chasser le raton laveur.